# Équipe de Belgique de hockey sur glace
Cet article traite de l'équipe masculine. Pour l'équipe féminine, voir Équipe de Belgique féminine de hockey sur glace.
L'équipe de Belgique de hockey sur glace est la sélection nationale de la Belgique regroupant les meilleurs joueurs belges de hockey sur glace lors des compétitions internationales. L'équipe est sous la tutelle de la Fédération de Belgique de hockey sur glace et est classée 37e au classement IIHF 2019. 

## Effectif
| No    | Nom                     | Position  | Club                |
| ----- | ----------------------- | --------- | ------------------- |
| +001, | Mike Jansen             | Gardien   | HYC Herentals       |
| +020, | Tom Prodi               | Gardien   | Bulldogs de Liège   |
| +006, | Vadim Gyebreghs         | Défenseur | HYC Herentals       |
| +015, | Dean Thurura            | Défenseur | HYC Herentals       |
| +022, | Michael Distate         | Défenseur | Bulldogs de Liège   |
| +024, | Jordan Paulus           | Défenseur | Bulldogs de Liège   |
| +004, | Yente Franssen          | Attaquant | HYC Herentals       |
| +005, | Brent van Rooy          | Attaquant | HYC Herentals       |
| +007, | Bryan Henry             | Attaquant | Hockey Club Avignon |
| +010, | Ben Vercammen           | Attaquant | HYC Herentals       |
| +020, | Tanguy Auger            | Attaquant | Corsaires de Nantes |
| +012, | Patrick van Noten       | Attaquant | HYC Herentals       |
| +016, | Bryan Kolodziejczyk - A | Attaquant | HYC Herentals       |
| +017, | Ben van den Bogaert     | Attaquant | Phantoms Deurne     |
| +018, | Andy Kolodziejczyk - A  | Attaquant | Bulldogs de Liège   |
| +019, | Yoren de Smet           | Attaquant | Bulldogs de Liège   |
| +021, | Maxime Pellegrims       | Attaquant | IHC Louvain         |
| +023, | Alexandre Bremer        | Attaquant | Bulldogs de Liège   |

## Résultats

### Jeux olympiques
- 1920 - 7e place
- 1924 - 7e place
- 1928 - 8e place
- 1932 - Ne participe pas
- 1936 - 14e place
- 1948-2006 - Non qualifié
- 2010 - Non qualifié
- 2014 - Non qualifié
- 2018 - Non qualifié
- 2022 - Non qualifié

### Championnats du monde
Les Jeux olympiques d'hiver tenus entre 1920 et 1968 comptent également comme les championnats du monde . Durant les Jeux Olympiques de 1980, 1984 et 1988 il n'y a pas eu de compétition du tout.
- 1920-1928 -  Ne participe pas
- 1930 - 10e place
- 1931 -  Ne participe pas
- 1932 -  Ne participe pas
- 1933 - 12e place
- 1934 - 12e place
- 1935 - 14e place
- 1936-1938 - Ne participe pas
- 1939 - 12e place
- 1947 - 8e place
- 1949 - 9e place
- 1950 - 7e place
- 1951 - 11e place (4e du Groupe B)
- 1952 - 14e place (5e du Groupe B)
- 1953 - Ne participe pas
- 1954 - Ne participe pas
- 1955 - 14e place (5e du Groupe B)
- 1956-1960 - Ne participe pas
- 1961 - 20e place (6e du Groupe C)
- 1962 - Ne participe pas
- 1963 - 21e place (6e du Groupe C)
- 1964-1969 - Ne participe pas
- 1970 - 21e place (7e du Groupe C)
- 1971 - 22e place (8e du Groupe C)
- 1972-1974 - Ne participe pas
- 1975 - 21e place (7e du Groupe C)
- 1976 - Ne participe pas
- 1977 - 23e place (6e du Groupe C)
- 1978 - 24e place (8e du Groupe C)
- 1979-1986 - Ne participe pas
- 1987 - 24e place (8e du Groupe C)
- 1989 - 25e place (1re du Groupe D)
- 1990 - 24e place (8e du Groupe C)
- 1991 - 25e place (9e du Groupe C)
- 1992 - 24e place (5e du Groupe C1)
- 1993 - 28e place (8e du Groupe C)
- 1994 - 32e place (5e du Groupe C2)
- 1995 - 32e place (5e du Groupe C2)
- 1996 - 32e place (4e du Groupe D)
- 1997 - 36e place (8e du Groupe D)
- 1998 - 36e place (4e du Groupe D)
- 1999 - 35e place (4e du Groupe D)
- 2000 - 35e place (2e du Groupe D)
- 2001 - 5e de Division II, Groupe B
- 2002 - 2e de Division II, Groupe A
- 2003 - 1re de Division II, Groupe B
- 2004 - 6e de Division I, Groupe A
- 2005 - 4e de Division II, Groupe B
- 2006 - 3e de Division II, Groupe A
- 2007 - 2e de Division II, Groupe A
- 2008 - 2e de Division II, Groupe A
- 2009 - 2e de Division II, Groupe B
- 2010 - 3e de Division II, Groupe A
- 2011 - 4e de Division II, Groupe A
- 2012 - 1re de Division IIB
- 2013 - 2e de Division IIA
- 2014 - 5e de Division IIA
- 2015 - 2e de Division IIA
- 2016 - 3e de Division IIA
- 2017 - 4e de Division IIA
- 2018 - 5e de Division IIA
- 2019 - 6e de Division IIA
- 2020 - Annulé en raison du coronavirus
- 2021 - Annulé en raison du coronavirus
- 2022 - 3e de Division IIB

Note :  Promue ;  Reléguée

### Championnat d'Europe
La première participation de l'équipe de Belgique a eu lieu en 1910. Certaines années, le classement du championnat d'Europe est déterminé par un tournoi (Jeux olympiques ou Championnats du monde), la Belgique a assisté a 20 tournois dont 10 indépendants.
- 1910 -
- 1911 -
- 1912 - Ne participe pas
- 1913 -
- 1914 -
- 1915-1920  - Première guerre mondiale
- 1921-1922 - Ne participe pas
- 1923 - 4e place
- 1924 - 4e place
- 1925 - 4e place
- 1926 - 7e place
- 1927 -
- 1929 - 7e place
- 1930 - 7e place (classement CM)
- 1931 - 8e place (classement CM)
- 1932 - Ne participe pas
- 1933 à 1991 : selon classement des Championnats du monde.

## Classement mondial
| Année     | Rang | Points | Progression |
| --------- | ---- | ------ | ----------- |
| 2003      | 33   | 1 240  |             |
| 2004      | 33   | 1 345  | ±0          |
| 2005      | 32   | 1 255  | +1          |
| Mai 2006  | 35   | 1 200  | -3          |
| 2007      | 35   | 1 200  | ±0          |
| 2008      | 34   | 1 230  | +1          |
| 2009      | 33   | 1 255  | +1          |
| Fév. 2010 | 36   | 1 255  | -3          |
| Mai 2010  | 36   | 1 240  | ±0          |
| 2011      | 35   | 1 180  | +1          |

| Année     | Rang | Points | Progression |
| --------- | ---- | ------ | ----------- |
| 2012      | 36   | 1 135  | -1          |
| 2013      | 34   | 1 210  | +2          |
| Fév. 2014 | 36   | 1 210  | -2          |
| Mai 2014  | 36   | 1 215  | ±0          |
| 2015      | 34   | 1 280  | +2          |
| 2016      | 32   | 1 300  | +2          |
| 2017      | 32   | 1 280  | ±0          |
| Fev. 2018 | 36   | 1 280  | -4          |
| Mai 2018  | 37   | 1 250  | -1          |
| 2019      | 37   | 1 200  | ±0          |

## Équipe junior moins de 20 ans

### Championnats d'Europe junior
- 1978 - 8e du Groupe B
- 1980 - 2e du Groupe C
- 1981 - 3e du Groupe C
- 1982 - Ne participe pas
- 1983 - 3e du Groupe C
- 1984 - 3e du Groupe C
- 1985 - 2e du Groupe C
- 1986 - Ne participe pas
- 1987 - 3e du Groupe C
- 1988 - 4e place du Groupe C
- 1989 - Ne participe pas
- 1990 - Ne participe pas
- 1991 - 4e du Groupe C
- 1992 - 4e du Groupe C
- 1993-1997 - Ne participe pas
- 1998 - 3e du Groupe D

### Championnats du monde junior
- 1979 - 8e place du groupe B
- 1980-1983 - Ne participe pas
- 1984 - 5e place du groupe C
- 1985 - 3e place du groupe C
- 1986 - 6e place du groupe C
- 1987 - Ne participe pas
- 1988 - 8e place du groupe C
- 1989-2002 - Ne participe pas
- 2003 - 2e place de Division III
- 2004 - 5e de Division II, Groupe A
- 2005 - 6e de Division II, Groupe B
- 2006 - Ne participe pas
- 2007 - 2e de Division III
- 2008 - 4e de Division II, Groupe A
- 2009 - 4e de Division II, Groupe A
- 2010 - 4e de Division II, Groupe B
- 2011 - 4e de Division II, Groupe A
- 2012 - 4e de Division IIB
- 2013 - 6e de Division IIB
- 2014 - 1re de Division III
- 2015 - 4e de Division IIB
- 2016 - 4e de Division IIB
- 2017 - 4e de Division IIB
- 2018 - 4e de Division IIB
- 2019 - 4e de Division IIB
- 2020 - 5e de Division IIB
- 2021 - Annulé en raison du coronavirus
- 2022 - 4e de Division IIB
- 2023 - 2e de Division IIB

## Équipe des moins de 18 ans

### Championnats du monde moins de 18 ans
L'équipe des moins de 18 ans participe dès la première édition.
- 1999 - 3e de Division II Europe
- 2000 - 4e de Division II Europe
- 2001 - 5e de Division III
- 2002 - 4e de Division III
- 2003 - 4e de Division II, Groupe A
- 2004 - 6e de Division II, Groupe A
- 2005 - 2e de Division III
- 2006 - 4e de Division II, Groupe A
- 2007 - 4e de Division II, Groupe A
- 2008 - 4e de Division II, Groupe A
- 2009 - 3e de Division II, Groupe B
- 2010 - 5e de Division II, Groupe B
- 2011 - 6e de Division II, Groupe B
- 2012 - 1er de Division III
- 2013 - 4e de Division IIB
- 2014 - 4e de Division IIB
- 2015 - 4e de Division IIB
- 2016 - 5e de Division IIB
- 2017 - 6e de Division IIB
- 2018 - 1re de Division IIIA
- 2019 - 6e de Division IIB
- 2020 - Annulé en raison du coronavirus
- 2021 - Annulé en raison du coronavirus
- 2022 - 2e de Division IIIA
- 2023 - 6e de Division IIB, Groupe B
- 2024 -